# Le Costume blanc
Joe Dassin (укр. Джо Дассен), більш відомий як Le Costume blanc (укр. Білий костюм) або Ça va pas changer le monde (укр. Це не змінить світ) — дев'ятий студійний альбом Джо Дассена 1975 року. 
Платівка американсько-французького співака Джо Дассена, записана під керівництвом продюсера Жака Пле, складається з дванадцяти пісень, тексти яких належали П'єру Деланое та Клоду Лемелю. Авторами музики деяких з них став італійський тандем Тото Кутуньйо та Віто Паллавічіні, співпраця з яким розпочалася з хітового синглу «L'ete indien», що вийшов влітку 1975 року. Інші пісні були переспівами тогочасних американських хітів, або оригінальними творами французьких авторів, включаючи самого Дассена.
Le Costume blanc став одним з бестселерів лейблу CBS та одним з найбільш продаваних альбомів Франції 1975 року. Його вихід вважається початком найбільш продуктивного періоду творчості Дассена, а такі пісні, як «Et si tu n'existais pas», «Salut» та «Ça va pas changer le monde» — одними з найбільших його хітів.

## Історія створення

### Відновлення кар'єри Дассена

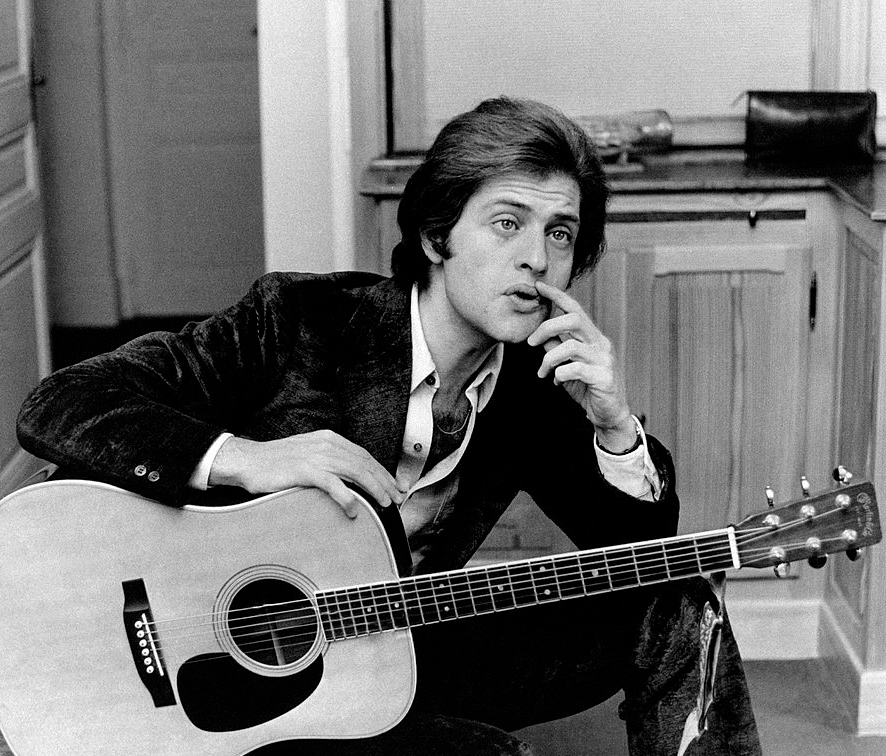
Джо Дассен в 1960-ті роки

Джо Айра Дассен народився 1938 року в США, в одинадцятирічному віці разом із родиною переїхав до Європи, жив у Парижі, а коли його батьки розвелися, повернувся до Сполучених Штатів. Дассен не мав музичної освіти, навчався на етнографа, але в студентські часи почав співати та грати на гітарі. 1958 року він записав перші пісні, що стали саундтреком до фільму його батька, але не мали особливого успіху.
На початку 1960-х років Джо Дассен повернувся до Франції, працював в кіноіндустрії, був ведучим на радіо, писав статті для журналів. 1964 року демозапис Дассена потрапив до французької філії американської звукозаписувальної компанії CBS, а ті запропонували контракт французькому співаку. На відміну від популярного в Європі стилю «є-є», Дассен виконував стилізовані або адаптовані американські кантрі- та фолк-композиції. Дебютні записи Дассена вийшли провальними, але 1966 року пісні нарешті потрапили до чартів, що призвело до початку співпраці з відомим французьким продюсером Жаком Пле. Дебютний альбом Дассена 1967 року привернув увагу преси на фестивалі Midem в Каннах, а його пісня 1969 року «Les Champs-Élysées» стала суперхітом, і протягом наступних трьох років співак багато гастролював світом.
1973 року в родині Дассена сталася трагедія: їхній з Маріз Массьера син вмер через п'ять днів після народження. Співак впав в депресію та понад рік не виступав, внаслідок чого його популярність пішла на спад. Дассен повернувся на сцену наприкінці 1974 року із синглами «Si tu t'appelles Mélancolie» та «Vade retro», але продюсер Жак Пле продовжував шукати справжній хіт, щоб остаточно перезапустити кар'єру підопічного.

### Літній сингл

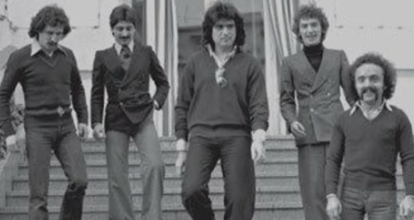
Тото Кутуньйо (в центрі) та гурт Albatros

Починаючи з 1970 року Дассен співпрацював з авторським дуетом П'єра Деланое та Клода Лемеля. Музику до власних пісень Дассен або писав сам, або запозичував у інших американських виконавців, а Деланое та Лемель адаптували іншомовні тексти, перекладаючи їх французькою мовою. Команда збиралася два рази на рік, весною для написання «літнього» хіта, та восени — для створення пісень для альбому, який мав виходити наприкінці року.
На початку травня 1975 року Жак Пле почув в студії CBS пісню «Africa» італійського гурту Albatros, написану маловідомим співаком й композитором Тото Кутуньйо та поетом-піснярем Віто Паллавічіні. Продюсер відчув, що вона може стати «тим самим» хітом для Дассена, і домовився з авторами про її використання. Протягом кількох тижнів Деланое та Лемель нашвидкуруч написали новий текст, назвавши пісню «L'Été indien» (укр. Бабине літо). Інструментальну партію записали в студії Lansdowne в Лондоні, а вокал Дассена 24 травня у французькій студії CBE Бернара Естарді. 27 травня зведення пісні було закінчено, і вже 6 червня вона вийшла синглом на 7-дюймових платівках.
«L'Été indien» не просто стала популярною, а виявилася найбільшим хітом Дассена за всю його кар'єру. Окрім французькомовного варіанту, Дассен записав пісню німецькою, італійською, іспанською та англійською мовами. «Бабине літо» вийшло у 25 країнах на 5 мовах, потрапивши в хіт-паради Франції, Нідерландів, Німеччини, Іспанії та Південної Америки.

### Зимовий альбом
Шалений успіх «L'ete Indien» призвів до продовження співпраці із Кутуньйо та Паллавічіні. До нового альбому увійшло цілих чотири пісні їхнього авторства — третина альбому. Ще чотири композиції звучали раніше на платівках інших виконавців англійською мовою, але їхні тексти були адаптовані дуетом Деланое та Лемеля. Окрім цього до альбому увійшло чотири нові пісні французьких авторів, дві з яких були написані самим Дассеном.
Альбом було записано в паризькій студії звукозапису CBE наприкінці 1975 року під керівництвом продюсера Жака Пле, звукорежисер — Бернар Естарді. Інструментальне супроводження виконав оркестр під керівництвом Джонні Артея, а у записі композиції «Et si tu n'existais pas» взяв участь трубач П'єр Дютур.

## Зміст альбому

### Тексти та музика
Відкриває альбом пісня «Et si tu n'existais pas» (укр. Якби не було тебе), яка походила від італійської пісні «Oasis» (укр. Оаза). Як і «L'Été indien», вона призначалася гуртові Тото Кутуньйо Albatros, але не була опублікована до цього. Оновлена композиція мала повільне аранжування та назву «Якби не було кохання», яку Деланое та Лемель вважали дуже вдалою. Протягом декількох місяців просунутися далі назви авторам не вдавалося. Лемель припустив, що без кохання не було б взагалі нічого, тому їм і не вдається нічого написати; у відповідь Деланое запропонував змінити назву на «Якби не було тебе» і текст було успішно закінчено. Кожен куплет ліричний герой запитує себе, що б він робив без коханої, після чого намагається знайти відповідь: перевинайти кохання, або жити заради людей, яких не кохаєш, або почуватися втраченим. Повільна лірична композиція виконується тихим голосом Дассена, якому підспівує жіночій хор. Вступ та перший куплет звучать під акомпанемент оркестру, а починаючи з другого куплету вступає труба. «Все це миттєво створює картину осіннього моря, пустельного пляжу, де тривожні різкі скрипки звучать як пориви холодного вітру, що приносить запах диму та паленого листя» — писав про «Et si tu n'existais pas» письменник та публіцист Дмитро Скирюк.
Окрім «Et si tu n'existais pas», до альбому увійшло ще три композиції, написані на основі пісень Тото Кутуньйо та Віто Паллавічіні. Пісня «Ça va pas changer le monde» в оригіналі мала назву «Parappa-pa» та виконувалася у швидкому темпі, але завдяки Дассену перетворилася на баладу: «Це не змінить світ» — це філософська та ностальгічна історія розлучення, в якій головний герой згадує, як він із коханою людиною любили один одного, але життя продовжується, тож не треба про це говорити. Пісня «Salut» (укр. Привіт) в оригіналі мала назву «Uomo dove vai» (укр. Куди ти йдеш?): вона починається із «ковбойського посвистування», після чого головний герой, що повертається на родину після багаторічної перерви, звертається до людини, яку кохав раніше. Пісня «L'albatros» (укр. Альбатрос) вирізняється інструментальним аранжуванням за участі скрипок та флейти; на відміну від інших пісень Кутуньйо та Паллавічіні, вона зберегла свою назву, і наступного року її оригінал італійською мовою вийшов на альбомі гурту Albatros Volo AZ 504.
«Alors qu'est-ce que c'est?» (укр. Так що це?) — коротка композиція-замальовка, переспів пісні «Harmour Love», написаної Стіві Вандером для співачки Сайріти Райт. «Carolina» (укр. Кароліна) — адаптація синглу соул-гурту Sweet Sensation «Sad Sweet Dreamer», що вийшов 1974 року та один тиждень очолював британський чарт. Музика «C'est la nuit» (укр. Настала ніч) була запозичена з хіта попрок-гурту Orleans «Dance with Me», який 1974 року вийшов на їхньому студійному альбомі Orleans II та піднявся до десятки чарту Billboard Hot 100. Нарешті, «Ma musique» (укр. Моя музика) була «подвійним кавером»: вперше вона під назвою «Sailing» прозвучала 1972 року у виконанні гурту The Sutherland Brothers, а 1975 року була переспівана Родом Стюартом і чотири тижні провела на вершині британського чарту.
Серед решти композицій стилістично вирізняється написана Дассеном «Il faut naître à Monaco» (укр. Ви повинні народитися в Монако). На відміну від романтичних балад, завдяки яким співак отримав популярність, це швидка джига з акомпанементом банджо, яка нагадує ранню творчість Дассена, коли він співав кантрі-пісні. Ця «отруйна» (за визначенням автора) пісенька розказує про те, як хитруни-багатії обходять закони, щоб не платити податки. «Le Costume blanc» (укр. Білий костюм), що надала альбому його неформальну назву, також написана Дассеном. Автором «Chanson triste» (укр. Сумна пісня) став звукорежисер альбому Бернар Естарді, а завершальну та старомодну «Piano mécanique» (укр. Механічне піаніно) написав джазовий піаніст Клод Боллінг.

### Список пісень
| Сторона А | Сторона А                                     | Сторона А                                      | Сторона А  |
| #         | Назва                                         | Автор                                          | Тривалість |
| --------- | --------------------------------------------- | ---------------------------------------------- | ---------- |
| 1.        | «Et si tu n'existais pas» (слухатиⓘ)          | Паллавічіні, Кутуньйо, Лосіто, Деланое, Лемель | 3:26       |
| 2.        | «Il faut naître à Monaco» (слухатиⓘ)          | Дассен, Деланое, Лемель                        | 1:52       |
| 3.        | «Chanson triste»                              | Естарді, Деланое, Лемель                       | 3:26       |
| 4.        | «Le Costume blanc»                            | Дассен, Деланое, Лемель                        | 3:10       |
| 5.        | «L'Albatros»                                  | Паллавічіні, Кутуньйо, Тонет, Деланое, Лемель  | 3:07       |
| 6.        | «Alors qu'est-ce que c'est?» («Harmour Love») | Вандер, Деланое, Лемель                        | 2:43       |

| Сторона Б | Сторона Б                               | Сторона Б                                      | Сторона Б  |
| #         | Назва                                   | Автор                                          | Тривалість |
| --------- | --------------------------------------- | ---------------------------------------------- | ---------- |
| 1.        | «Ça va pas changer le monde» (слухатиⓘ) | Паллавічіні, Массара, Дассен, Деланое, Лемель  | 3:02       |
| 2.        | «Salut» (слухатиⓘ)                      | Паллавічіні, Кутуньйо, Лосіто, Деланое, Лемель | 3:20       |
| 3.        | «Carolina» («Sad Sweet Dreamer»)        | Партон, Деланое, Лемель                        | 3:14       |
| 4.        | «C'est la nuit» («Dance with Me»)       | Дж. і Дж. Голл, Деланое, Лемель                | 2:52       |
| 5.        | «Ma musique» («Sailing»)                | Сазерленд, Деланое, Лемель                     | 2:55       |
| 6.        | «Piano mécanique»                       | Боллінг, Деланое, Лемель                       | 2:39       |

## Вихід альбому та синглів
Запис альбому було закінчено наприкінці року. Він вийшов напередодні Різдва без особливої маркетингової компанії. «L'ete Indien» не увійшла до альбому, бо вже виходила 7-дюймових платівках до цього, проте деякі пізніші перевидання платівки включали цей позаальбомний сингл. Грамофонна платівка, як і попередні альбоми Дассена, називалася просто «Joe Dassin», іноді її називали «Ça va pas changer le monde» за назвою першого синглу, але пізніше за нею закріпилася назва «Le Costume blanc». Альбом став одним з бестселерів лейблу CBS, та увійшов до списку найбільш продаваних лонгплеїв 1975 року у Франції. Всього було продано понад 150 тис. примірників платівки, і він здобув «золоту» сертифікацію.
У січні 1976 року першим синглом з альбому стала пісня «Ça va pas changer le monde» із бі-сайдом «II faut naître à Monaco». Сингл піднявся на другу позицію у хіт-парадах Франції, Канади та Бельгії, також потрапив до чартів Нідерландів, Швейцарії та Ізраїлю.  В березні вийшов другий сингл, 7-дюймова платівка із піснями «Salut» та «Et si tu n'existais pas». У Франції він досягнув 11 місця в тижневому хіт-параді, в Бельгії посів 3 місце, а в Канаді очолив пісенний чарт. У липні 1976 року Дассен перезаписав «Ça va pas changer le monde» та «Et si tu n'existais pas» іспанською мовою: вони вийшли під назвами «Esta no va a cambiar el mundo» та «Y si tu no has de volver». За підсумками 1976 року «Ça va pas changer le monde» посів 30 місце в річному чарті Франції, із понад 300 тис. проданих примірників, а «Et si tu n'existais pas» — 74 місце (150 тис. примірників).

## Подальша доля Дассена

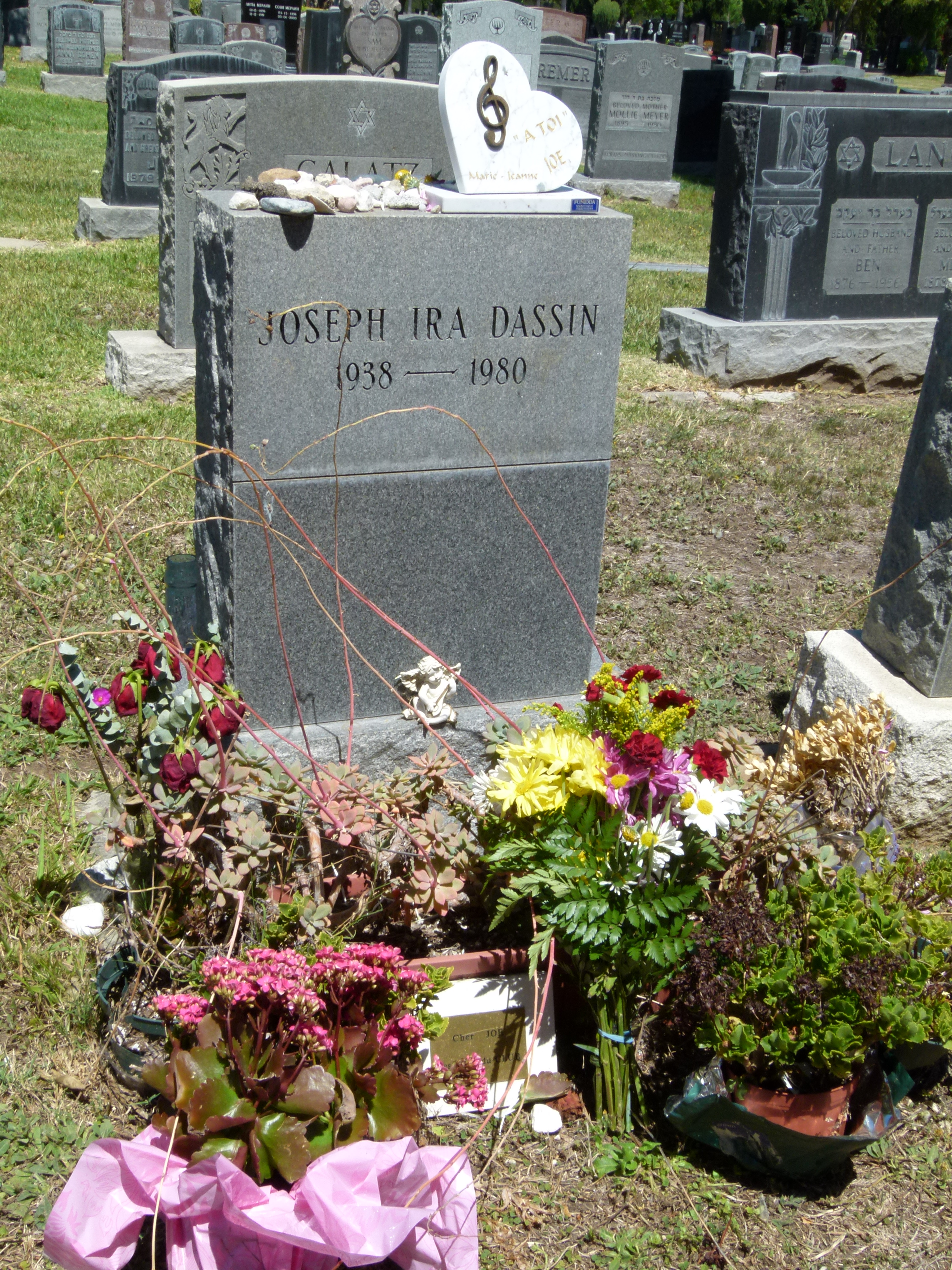
Могила Джо Дассена на кладовищі Hollywood Forever, Лос-Анджелес, Каліфорнія.

Вихід пісні «L'ete Indien» та альбому Le Costume blanc став початком одного з найуспішніших періодів кар'єри Джо Дассена. Попри те, що він співав французькою мовою, його пісні стали відомими на весь світ. Серед іншого, пісні Дассена стали відомими в Радянському Союзі. 1979 року звукозаписувальна компанія «Мелодія» випустила грамофонну платівку «Поет Джо Дассен», до якої увійшли п'ять пісень з Le Costume blanc («Если бы тебя не было», «Альбатрос», «Моя музыка», «Это не изменит мир», «Привет»), а сам Дассен виступив в Москві разом з Аллою Пугачовою на церемонії відкриття готелю «Космос», побудованого перед Олімпіадою-80.
1977 року Дассен розлучився, натомість зійшовся з новою подругою Крістін Дельво, наступного року одружився з нею, в них народився син. Він продовжував випускати нові пісні, в тому числі адаптацію «No Woman, No Cry» Боба Марлі, витриману в стилі диско, який поширювався на французькій музичній сцені, але популярність співака пішла на спад. Шлюб виявився невдалим, а до труднощів у подружньому житті додалися проблеми зі здоров'ям: наприкінці 1979 року Дассен переніс інфаркт. 1980 року після народження другого сина співак розійшовся із дружиною, що зловживала алкоголем та наркотиками. Перебуваючи під тиском необхідності випуску нових хітів, він отримав ще декілька серцевих нападів, останній з яких — 20 серпня 1980 року на Таїті — став для 41-річного співака смертельним.

## Переспіви
Однією з найбільш переспіваних композицій з альбому стала «Et si tu n'existais pas». Її виконували артисти різних жанрів з різних країн, серед яких її співавтор Тото Кутуньйо дуетом із марокканською співачкою Софією Ессаїді, французький R&B-співак Віллі Дензі, американський рок-виконавець Іггі Поп, північномакедонський рок-гурт «Мізар», грецький співак Такіс Антоніадіс, індійське музичне шоу Bharati, гітарист і вокаліст гурту Gipsy Kings Чіко Кастільо та багато інших. 1998 року вийшла збірка гурту Кутуньйо Albatros Il Meglio, на якій було опубліковано оригінальну версію пісні під назвою «Oasis», а також композиції «L'Albatros» та «Africa» (передвісник «L'été indien»). 2013 року французька співачка Елен Сегара випустила цілий альбом пісень Дассена Et Si Tu N'Existais Pas, виконаний «віртуальним» дуетом зі співаком: окрім чільної композиції, вона містила пісні «Salut», «Ça va pas changer le monde» та «Ma musique (Sailin')» з «Білого костюму», а також «L’été indien» та інші хіти Дассена.
Пісні з альбому Le Costume blanc неодноразово виходили на альбомах звукозаписувальної компанії «Мелодія» у виконанні радянських артистів. Лев Лещенко записав пісню «Здравствуй» в супроводі ансамблю під керівництвом Георгія Гараняна. Латвійський композитор Раймонд Паулс випустив інструментальні версії «Здравствуй» та «И если бы не было тебя» на альбомі «Мой путь» 1980 року. Серед переспівів пострадянських часів — російськомовна «Если б не было тебя» гурту «Несчастный случай» (2000 рік) та українськомовна «Якби не було тебе», яку виконав колектив «ТіК» (2014 рік).